# 秋田合戦
秋田合戦とは室町時代応永18年（1411年）に南部守行､南部長経ら南部氏と安藤氏が鹿角郡(秋田県鹿角市付近)を巡って起きた戦い。結果南部氏が勝利した。